# Walter Skinner
Walter Sergei Skinner è un personaggio della serie televisiva X-Files, interpretato da Mitch Pileggi e doppiato da  Emilio Cappuccio (ep. 1x21-2x22), Franco Zucca (ep. 2x25; st. 3-10) e Gianni Giuliano (st. 11).

## Biografia del personaggio
Walter Skinner è un ex marine e veterano della guerra del Vietnam. Durante questo conflitto, è protagonista di un episodio che lo segnerà per tutta la vita. In una ricognizione, lui e la sua squadra sono colpiti e il suo reggimento sterminato.
Il gruppo di soldati muore e lui rimane in uno stato di morte apparente, dal quale si sveglia grazie anche alla visita, mentre era incosciente, di una donna che gli rivela che quello non era ancora il suo momento per morire. Si sveglia due settimane dopo in un ospedale militare.

## Gli X-Files
Walter Skinner è vice Direttore presso l'FBI e la sua posizione riguardo agli X-Files è alquanto scettica. Abituato a battersi sul campo, essendo stato nei marine, preferisce che le indagini siano fatte utilizzando metodi convenzionali. Questo lo pone ad avere non pochi scontri con Fox Mulder e Dana Scully e più di una volta mette in guardia la coppia di agenti.
Durante la prima stagione, decide di chiudere gli X-Files e di dividere i due agenti ritenendo i loro metodi di indagine poco ortodossi. Dopo questa decisione, risulta chiaro che l'ordine è partito dall'alto e precisamente dall'Uomo che fuma.
Successivamente, durante il rapimento di Scully, decide di riaprire la sezione degli X-Files prendendosi la responsabilità di tale decisione. Sempre in questa circostanza, rifiuta di accettare le dimissioni di Fox Mulder dall'FBI, raccontandogli l'episodio di morte apparente che lo ha visto protagonista durante la sua permanenza in Vietnam.
Nonostante il suo ruolo di superiore e di moderatore, per quanto riguarda l'FBI, spesso e volentieri aiuta Mulder in maniera ufficiosa, consigliandolo e dandogli piste e suggerimenti, conquistandone così la fiducia, episodio dopo episodio.
Ripetuta in molti episodi della serie è la sua celebre frase:
(Walter Skinner)

## Vari sviluppi
Skinner viene avvicinato dall'organizzazione denominata Il Consorzio tramite l'ex agente dell'FBI Alex Krycek. Quest'ultimo, ha un radiocomando che può scatenare una reazione di nanobot che Skinner ha nel sistema sanguigno (impiantati a sua insaputa). Questa condizione di Skinner è dovuta alla decisione del Consorzio, che tramite Krycek lo tiene sotto controllo minacciandolo di causargli un arresto cardiaco e costringendolo a sottostare ai suoi ordini e a riferirgli informazioni sui movimenti di Mulder.
Per questo motivo, la sua figura rimane ambigua tra la fiducia e tradimento, anche se in più di un'occasione mette a repentaglio la sua carriera e la sua stessa vita per salvare quella degli agenti Mulder e Scully. Inoltre, il suo scetticismo verso gli X-Files con il tempo cede il posto ad una presa di coscienza sugli stessi, essendo stato l'unico testimone della sparizione di Mulder.